# Kora
Kora (grško κόρη "dekle", množina korai) je ime za vrsto samostojnega antičnega grškega kipa iz arhaičnega obdobja, ki prikazuje žensko figuro, vedno mlado.
Obstajajo številne teorije o tem, koga predstavljajo in ali predstavljajo smrtnice ali božanstva. Ena teorija pravi, da predstavljajo Perzefono, hčerko v triadi matere božjih kultov ali votivnih figur za darovanje dekliški boginji.
Kurosi so nasprotno kipi mladih moških. Oba prikazujeta zadržan "arhaičen nasmeh", vendar - za razliko od golih kurosov - so kore upodobljene v debelih draperijah, ornatu in (včasih poslikane) zelo barvite ter imajo pogosto izdelane prepletene nakodrane frizure.
Prav tako imajo pogosto bolj sproščeno in naravno držo, včasih z razširjeno roko. Nekatere kore so bile pobarvane z barvitimi draperijami in njihova koža je imela naravno barvo.

## Atenska tradicija
Takšni kipi so obstajali v številnih mestih Grčije, najpomembnejši pa so štirinajst kipov, ki sestavljajo Kore Akropole v Atenah, ki so bili najdeni vzhodno od Partenona leta 1886. Ti kipi so bili postavljeni predvsem na okrogle baze in so bili izpostavljeni zunaj. Ko so Perzijci zasedli Akropolo leta 480 pr. n. št., so jih podrli, nekateri pa so se ohranili in so zdaj v Akropolskem muzeju. Nekatere od njih so bile svečenice, druge preprostejše ženske figure. Bile so posvečene boginji Ateni. Imajo nasmejane obraze, zapleteno frizuro in otoška oblačila, jonski slog, z levo roko držijo svoj kiton (oblačilo), medtem ko njihova desna roka drži cvet, sadje ali ptico. Njihovi lasje so bili skupaj z nekaterimi drugimi značilnostmi in deli njihovih oblačil, obarvani.
Prevladujoča barva je rdeča za ustnice in lase, rdeča in modra za oblačila in črna za oči. Kore je nosila veliko obarvanih draguljev, kar kaže na čistost njihove oblačenja.

## Primeri
Najlepša kora Akropole je preprosta z resnejšim videzom kot druge, zato je bolj primerna za možato Ateno, ki ji je bila namenjena. Izdelal jo je Antenor, atenski kipar, v poznem šestem stoletju pred našim štetjem in je bila votivna keramika posvečena Nearhu (poveljnik v vojski Aleksandra Velikega). Ampak niso bile samo kore, ki so se uporabljale kot darila. Obstajale so tudi znane kariatide 5. stoletja pred našim štetjem, ki so jih uporabljali kot arhitekturne podpore, Tanagraean kore, itd. Obstaja tudi znana Antionska kore, ki je bila najdena v Italiji in je izvirno delo 4. stoletja pred n. št., ki jo je ustvaril kipar Fanis, Lizipov študent. Frasiklejeva Kore (Atika, sredi 6. stoletja pr. n. št.) je eno izmed najbolje ohranjenih del arhaičnega grškega kiparstva.
Kora, oblečena v kiton in peplos izvira od 530-520 pr. n. št. Najdena je bila v Atenah in je v zbirki Akropolskega muzeja v Atenah. Nekateri trdijo, da ta kip predstavlja boginjo Ateno. Še en dobro znan primer kore je Gospa iz Auxerre, danes v muzeju Louvre, čeprav je iz dedalskega sloga kretske umetnosti in ni značilna za vrsto kot celoto.